# سینیس
سینیس(به یونانی: Σίνις)، یکی از شخصیت‌های اساطیری یونان باستان است. سینیس دست‌ها و پاهای قربانیان خود را به شاخه‌های دو درخت که از پیش به هم نزدیک کرده بود می‌بست و سپس این شاخه‌ها را رها می‌کرد. دور شدن ناگهانی دو شاخهٔ درخت، قربانی بینوا را دو پاره می‌کرد. تزه این راهزن را از پای درآورد و با دخترش پریگونه که در مزرعه مارچوبه پنهان شده بود درآمیخت. پریگونه از این آمیزش پسری به نام میلانیپوس زایید. 